# زمین‌لرزه ۱۹۷۶ سونگپان-پینگوو
زمین‌لرزه چین  در تاریخ ۲۳ اوت ۱۹۷۶ میلادی، برابر با ‎۱ شهریور ۱۳۵۵، ساعت ۳:۳۰:۰۷ به زمان یوتی‌سی در چین رخ داد. ژرفای این زلزله ۶٫۶ کیلومتر بود، و بزرگی آن ۶٫۴ در مقیاس Mw اعلام شده‌است. زمین‌لرزه به وقت محلی در روز دوشنبه، ساعت ۱۱ روی داده و منطقه زمانی آن یوتی‌سی +۸ بوده‌است .
سازمان زمین‌شناسی آمریکا نیز رومرکز این زمین‌لرزه را در مختصات ۳۲°۲۹′۳۱″شمالی ۱۰۴°۱۰′۵۲″شرقی / ۳۲٫۴۹۲°شمالی ۱۰۴٫۱۸۱°شرقی و ژرفای آن را در ۳۳ کیلومتر گزارش کرده‌است. بزرگی برگزیدهٔ این سازمان از میان بزرگیهای محاسبه‌شدهٔ مختلف ۶٫۷ در مقیاس Ms بوده و از دید اثر، در میان چهار دسته‌بندی «نامحسوس»، «محسوس»، «زیان‌آور» یا «با تلفات»، زلزله را «نامحسوس» اعلام کرده‌است.
پروژهٔ «تنسور گشتاور مرکزوار» زاویه‌های (راستا، شیب، ریک) گسل سازندهٔ زمین‌لرزه و صفحه عمود بر آن را (°۱۷۲، °۴۵، °۷۲) یا (°۱۶، °۴۸، °۱۰۷) و نوع گسل را «معکوس» فرارسانده‌است.
شمار کشتگان زلزله حدود ۴۱ نفر بوده‌است.تعداد زخمیان ۷۶۰ نفر برآورده شده‌است.